# 杰夫·佩因
杰夫·佩因（英語：Jeff Pain，1970年12月14日—），加拿大男子钢架雪车运动员。他曾代表加拿大参加2002年、2006年和2010年冬季奥林匹克运动会钢架雪车比赛，其中2006年冬季奥运会获得一枚银牌。